# Comunità montana Alta Valmarecchia
La Comunità montana Alta Valmarecchia era un ente che aveva sede a Novafeltria, nella provincia di Rimini in Emilia-Romagna. Dal 31 dicembre 2013 l'ente è stato estinto in attuazione alla legge regionale dell'Emilia-Romagna n.21/2012 ed è subentrata l'Unione di Comuni Valmarecchia.

## Comuni
Era costituita dai comuni di:
- Casteldelci
- Maiolo
- Novafeltria
- Pennabilli
- San Leo
- Sant'Agata Feltria
- Talamello

## Distacco-aggregazione dell'Alta Valmarecchia
La Comunità Montana Alta Valmarecchia coincideva interamente con il territorio distaccato dalle Marche e aggregato all'Emilia-Romagna il 15 agosto 2009. Contro la variazione territoriale le Marche proposero ricorso alla Corte costituzionale, ma questa lo giudicò infondato.